# 布隆迪國家足球隊
布隆迪足球代表隊是布隆迪的國家足球代表隊，由布隆迪足球協會管理，現時屬於國際足協及非洲足協成員國之一。

## 歷史
布隆迪過往未參加過任何國際大賽的決賽週，無論在世界盃及非洲國家盃均未晉身決賽週。
可是，在2019年3月，布隆迪於主場以1-1賽和加彭共和國後獲得外圍賽小組次名出線資格，歷史性首次晉身同年在埃及舉行的非洲國家盃決賽週；可惜小組賽三場皆以輸球作收，以小組墊底成績結束2019年非洲國家盃的賽事。

## 世界盃成績
- 1930年 至 1990年 - 沒有參賽
- 1994年 - 未能晉級
- 1998年 - 外圍賽開始前退出
- 2002年 - 退出
- 2006年 至 2018年 - 未能晉級

## 非洲國家盃成績
- 1957年 至 1962年 - 屬於比利時的一部分
- 1963年 至 1972年 - 不屬於非洲足球協會的一部分
- 1974年 - 沒有參賽
- 1976年 - 外圍賽出局
- 1978年 - 沒有參賽
- 1980年 - 退出
- 1982年 至 1992年 - 沒有參賽
- 1994年 - 外圍賽出局
- 1996年 - 沒有參賽
- 1998年 - 退出
- 2000年 至 2017年 - 外圍賽出局
- 2019年 - 小組賽
- 2021年 - 外圍賽出局
- 2023年 - 外圍賽出局